# NGC 3949
NGC 3949は、おおぐま座にある非棒状渦巻銀河である。地球から約5000万光年離れていると考えられている。

## 超新星
II型超新星SN 2000dbは、NGC 3949の中で観測された唯一の超新星である。

## 環境
NGC 3949は、50個以上の銀河を含むM109銀河群の一員である。M109銀河群で最も明るい銀河は、渦巻銀河M109である。